# Puchar Polski w piłce siatkowej mężczyzn (2008/2009)
Puchar Polski w piłce siatkowej mężczyzn 2008/2009 - 52. sezon rozgrywek o siatkarski Puchar Polski odbywający się od 1932 roku. 

## System rozgrywek
Rozgrywki składały się z 5 rund wstępnych, w których wystąpiły zespoły z I, II i III lig. Drużyny, które zwyciężyły w 5. rundzie zagrały w VI rundzie razem z zespołami z Plusligi z miejsc 5-10. po 9. kolejkach rundy zasadniczej. W ćwierćfinałach rozstawione były kolejne 4 najlepsze zespoły Plusligi.

## Drużyny uczestniczące
| Plusliga 10 drużyn          | Plusliga 10 drużyn | Plusliga 10 drużyn |
| --------------------------- | ------------------ | ------------------ |
| Jastrzębie Borynia          | ćwierćfinał        |                    |
| Mlekpol AZS Olsztyn         | finał              |                    |
| Wkręt-met AZS Częstochowa   | ćwierćfinał        |                    |
| PGE Skra Bełchatów          | zwycięzca          |                    |
| ZAKSA Kędzierzyn-Koźle      | półfinał           |                    |
| AZS Politechnika Warszawska | 6. runda           |                    |
| Resovia                     | półfinał           |                    |
| KS Jadar Radom              | ćwierćfinał        |                    |
| Trefl Gdańsk                | 6. runda           |                    |
| Delecta Bydgoszcz           | ćwierćfinał        |                    |

| I liga 10 drużyn         | I liga 10 drużyn | I liga 10 drużyn |
| ------------------------ | ---------------- | ---------------- |
| BBTS Bielsko-Biała       | 6. runda         |                  |
| Orzeł Międzyrzecz        | 3. runda         |                  |
| Avia Świdnik             | 5. runda         |                  |
| GTPS Gorzów Wielkopolski | 5. runda         |                  |
| MKS MOS Będzin           | 3. runda         |                  |
| Siatkarz Wieluń          | 6. runda         |                  |
| Energetyk Jaworzno       | 3. runda         |                  |
| AZS Stal Nysa            | 4. runda         |                  |
| Gwardia Wrocław          | 4. runda         |                  |
| Parkiet Hajnówka         | 3. runda         |                  |

| niższe ligi 17 drużyn      | niższe ligi 17 drużyn |
| -------------------------- | --------------------- |
| Mlekpol Grajewo            | r. wstępna            |
| Ślepsk Augustów            | 1. runda              |
| Ósemka Siedlce             | 4. runda              |
| Wilga Garwolin             | 1. runda              |
| UKS OPP Powiat Kołobrzeg   | 1.runda               |
| Krispol Września           | 2. runda              |
| Skra II Bełchatów          | 2. runda              |
| Czarni Rząśnia             | 1. runda              |
| Victoria Wałbrzych         | 1. runda              |
| Rosiek Syców               | 4. runda              |
| Sudety Kamienna Góra       | 2. runda              |
| Lechia Tomaszów Maz.       | 1. runda              |
| Fart Kielce                | 3. runda              |
| Wanda Enion Kraków         | 3. runda              |
| AZS Politechnika Krakowska | 1. runda              |
| GKS Perła Telatyn          | 1. runda              |
| Volley Rybnik              | 2. runda              |

## Rozgrywki

### Runda wstępna
| Data       | Drużyna 1       | Wynik | Drużyna 2       | Sety              |
| ---------- | --------------- | ----- | --------------- | ----------------- |
| 10.09.2008 | Mlekpol Grajewo | 0:3   | Ślepsk Augustów | 7:25, 9:25, 21:25 |

### I runda
| Data       | Drużyna 1            | Wynik | Drużyna 2                  | Sety                              |
| ---------- | -------------------- | ----- | -------------------------- | --------------------------------- |
| 13.09.2008 | Ósemka Siedlce       | 3:1   | Wilga Garwolin             | 25:20, 15:25, 25:19, 25:21        |
| 13.09.2008 | Powiat Kołobrzeski   | 0:3   | Krispol Września           | walkower                          |
| 13.09.2008 | Skra II Bełchatów    | 3:0   | Czarni Rząśnia             | 25:17, 25:17, 25:18               |
| 13.09.2008 | Victoria Wałbrzych   | 1:3   | Rosiek Syców               | 25:18, 23:25, 21:25, 20:25        |
| 13.09.2008 | Ślepsk Augustów      | 2:3   | Sudety Kamienna Góra       | 17:25, 22:25, 27:25, 25:19, 20:22 |
| 13.09.2008 | Lechia Tomaszów Maz. | 0:3   | Fart Kielce                | 20:25, 22:25, 17:25               |
| 13.09.2008 | Wanda Kraków         | 3:2   | AZS Politechnika Krakowska | 25:22, 21:25, 25:23, 11:25, 15:10 |
| 13.09.2008 | GKS Perła Telatyn    | 0:3   | Volley Rybnik              | 25:27, 13:25, 22:25               |

### II runda
| Data       | Drużyna 1         | Wynik | Drużyna 2            | Sety                              |
| ---------- | ----------------- | ----- | -------------------- | --------------------------------- |
| 20.09.2008 | Krispol Września  | 0:3   | Ósemka Siedlce       | 23:25, 19:25, 15:25               |
| 20.09.2008 | Skra II Bełchatów | 1:3   | Rosiek Syców         | 25:22, 22:25, 21:25, 23:25        |
| 20.09.2008 | Fart Kielce       | 3:1   | Sudety Kamienna Góra | 25:17, 25:20, 16:25, 25:18        |
| 20.09.2008 | Wanda Kraków      | 3:2   | Volley Rybnik        | 18:25, 25:23, 21:25, 25:22, 15:10 |

### III runda
| Data       | Drużyna 1          | Wynik | Drużyna 2          | Sety                       |
| ---------- | ------------------ | ----- | ------------------ | -------------------------- |
| 15.10.2008 | BBTS Bielsko-Biała | 3:0   | Orzeł Międzyrzecz  | 25:23, 25:20, 25:22        |
| 15.10.2008 | Ósemka Siedlce     | 3:1   | Energetyk Jaworzno | 25:21, 23:25, 25:12, 25:11 |
| 15.10.2008 | Avia Świdnik       |       | wolny los          |                            |
| 15.10.2008 | Rosiek Syców       |       | wolny los          |                            |
| 15.10.2008 | Parkiet Hajnówka   | 1:3   | GTPS Gorzów Wlkp.  | 25:27, 25:20, 21:25, 21:25 |
| 15.10.2008 | Fart Kielce        | 1:3   | AZS Nysa           | 25:22, 21:25, 23:25, 16:25 |
| 15.10.2008 | Wanda Enion Kraków | 0:3   | Gwardia Wrocław    |                            |
| 15.10.2008 | MKS MOS Będzin     | 0:3   | Siatkarz Wieluń    | 18:25, 23:25, 16:25        |

### IV runda
| Data       | Drużyna 1         | Wynik | Drużyna 2          | Sety                             |
| ---------- | ----------------- | ----- | ------------------ | -------------------------------- |
| 29.10.2007 | Ósemka Siedlce    | 2:3   | BBTS Bielsko-Biała | 20:25, 25:23, 13:25, 25:17, 8:15 |
| 29.10.2007 | Rosiek Syców      | 1:3   | Avia Świdnik       |                                  |
| 29.10.2007 | GTPS Gorzów Wlkp. | 3:0   | AZS Nysa           | 25:21, 25:18, 25:19              |
| 29.10.2007 | Siatkarz Wieluń   | 3:1   | Gwardia Wrocław    | 25:22, 19:25, 31:29, 25:18       |

### V runda
| Data       | Drużyna 1          | Wynik | Drużyna 2          | Sety                              |
| ---------- | ------------------ | ----- | ------------------ | --------------------------------- |
| 19.11.2008 | BBTS Bielsko-Biała | 3:2   | Avia Świdnik       | 25:23, 25:23, 26:28, 22:25, 15:13 |
| 03.12.2008 | GTPS Gorzów Wlkp.  | 0:3   | Siatkarz Wieluń    | 24:26, 14:25, 24:26               |
|            |                    |       |                    |                                   |
| 19.11.2008 | Avia Świdnik       | 0:3   | BBTS Bielsko-Biała | 27:29, 23:25, 24:26               |
| 03.12.2008 | Siatkarz Wieluń    | 1:3   | GTPS Gorzów Wlkp.  | 27:25, 27:29, 21:25, 17:25        |

### VI runda
| Data       | Drużyna 1                   | Wynik | Drużyna 2                   | Sety                              |
| ---------- | --------------------------- | ----- | --------------------------- | --------------------------------- |
| 07.01.2009 | Jastrzębski Węgiel          | 3:0   | BBTS Bielsko-Biała          | 25:19, 25:14, 25:19               |
| 28.01.2009 | BBTS Bielsko-Biała          | 0:3   | Jastrzębski Węgiel          | 22:25, 13:25, 18:25               |
|            |                             |       |                             |                                   |
| 07.01.2009 | AZS Politechnika Warszawska | 2:3   | Jadar Radom                 | 25:21, 25:21, 21:25, 17:25, 17:19 |
| 28.01.2009 | Jadar Radom                 | 2:3   | AZS Politechnika Warszawska | 25:21, 36:38, 25:21, 22:25, 13:15 |
|            |                             |       |                             |                                   |
| 07.01.2009 | Delecta Bydgoszcz           | 3:1   | Trefl Gdańsk                | 25:15, 25:17, 21:25, 25:19        |
| 28.01.2009 | Trefl Gdańsk                | 1:3   | Delecta Bydgoszcz           | 25:18, 19:25, 16:25, 23:23        |
|            |                             |       |                             |                                   |
| 07.01.2009 | AZS Częstochowa             | 0:3   | Siatkarz Wieluń             | 22:25, 15:25, 21:25               |
| 28.01.2009 | Siatkarz Wieluń             | 0:3   | AZS Częstochowa             | 13:25, 22:25, 18:25               |

### Ćwierćfinały
| Data       | Drużyna 1              | Wynik | Drużyna 2              | Sety                              |
| ---------- | ---------------------- | ----- | ---------------------- | --------------------------------- |
| 04.02.2009 | Skra Bełchatów         | 3:0   | Jastrzębski Węgiel     | 25:16, 25:16, 25:23               |
| 25.02.2009 | Jastrzębski Węgiel     | 3:2   | Skra Bełchatów         | 24:26, 27:25, 22:25, 25:20, 15:8  |
|            |                        |       |                        |                                   |
| 04.02.2009 | Resovia Rzeszów        | 3:0   | Jadar Radom            | 25:19, 25:23, 25:16               |
| 25.02.2009 | Jadar Radom            | 0:3   | Resovia Rzeszów        | 28:30, 20:25, 19:25               |
|            |                        |       |                        |                                   |
| 04.02.2009 | Delecta Bydgoszcz      | 2:3   | AZS Olsztyn            | 25:23, 25:22, 21:25, 23:25, 13:15 |
| 25.02.2009 | AZS Olsztyn            | 3:1   | Delecta Bydgoszcz      | 27:25, 19:25, 25:22, 25:23        |
|            |                        |       |                        |                                   |
| 04.02.2009 | AZS Częstochowa        | 3:2   | ZAKSA Kędzierzyn-Koźle | 25:22, 16:25, 25:21, 17:25, 15:13 |
| 25.02.2009 | ZAKSA Kędzierzyn-Koźle | 3:0   | AZS Częstochowa        | 25:21, 25:21, 25:16               |

### Półfinały
| Data       | Drużyna 1      | Wynik | Drużyna 2              | Sety                              |
| ---------- | -------------- | ----- | ---------------------- | --------------------------------- |
| 07.03.2009 | Skra Bełchatów | 3:0   | Resovia Rzeszów        | 25:20, 25:23, 25:16               |
| 07.03.2009 | AZS Olsztyn    | 3:2   | ZAKSA Kędzierzyn-Koźle | 18:25, 25:22, 25:15, 22:25, 15:13 |

### Finał
| Data       | Drużyna 1      | Wynik | Drużyna 2   | Sety                |
| ---------- | -------------- | ----- | ----------- | ------------------- |
| 08.03.2009 | Skra Bełchatów | 3:0   | AZS Olsztyn | 25:20, 25:21, 25:20 |